# پیغمبر (رباط‌کریم)
پیغامبر روستایی از توابع بخش مرکزی شهرستان رباط‌کریم در استان تهران ایران است.

## جمعیت
این روستا در دهستان منجیل‌آباد قرار دارد و براساس سرشماری مرکز آمار ایران در سال ۱۳۸۵، جمعیت آن ۱٬۶۶۱ نفر (۴۱۴ خانوار) بوده‌است.